# 셰프 드 파티

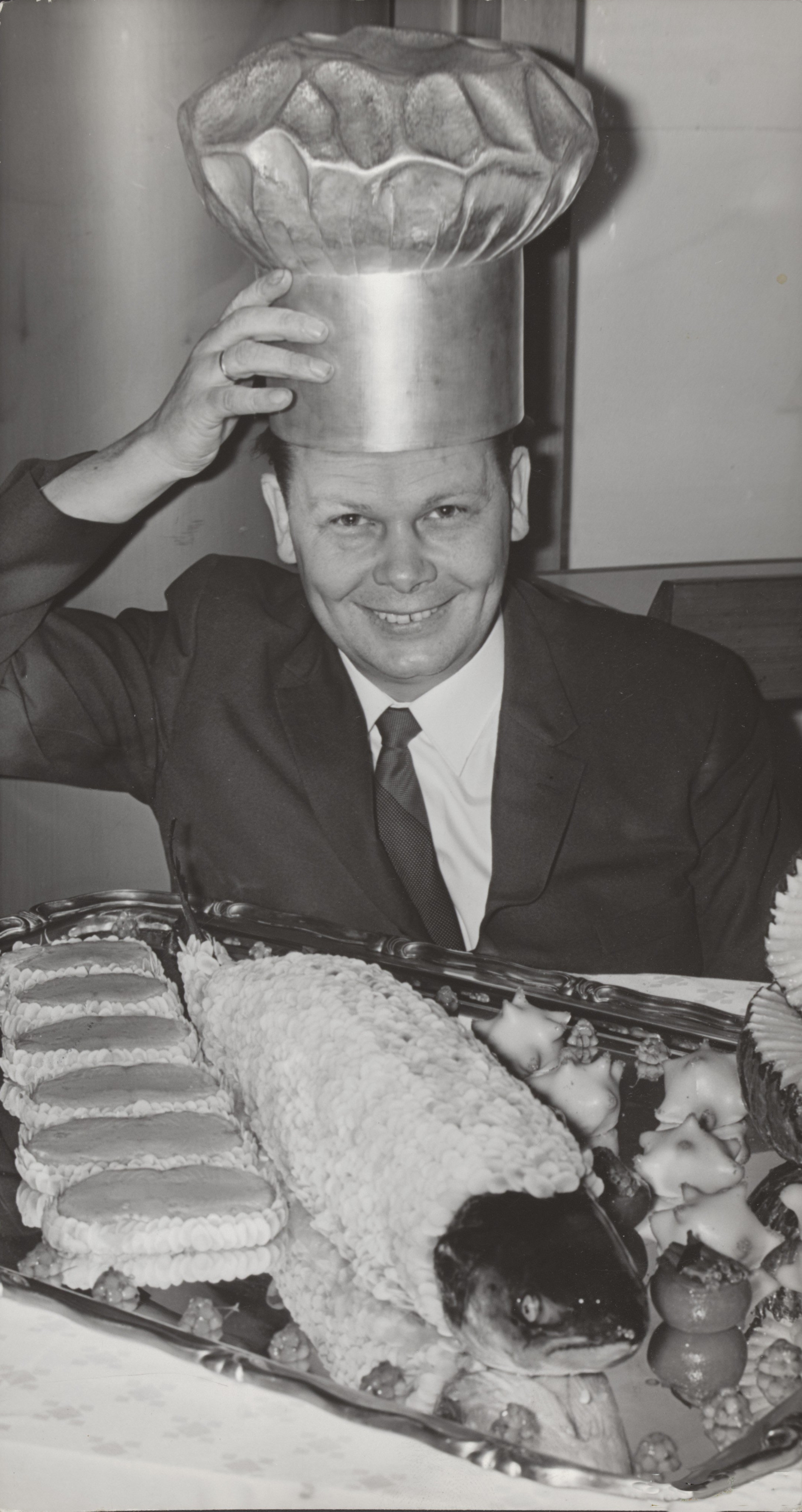

셰프 드 파티(chef de partie), 스테이션 셰프(station chef), 또는 라인 쿡(line cook)은 레스토랑에서 특정 생산 영역을 담당하는 셰프이다. 대형 주방에서는 각 셰프 드 파티에 여러 명의 요리사 또는 보조 요리사(때로는 데미 셰프(demi-chef)라고도 함)가 특정 스테이션에서 근무할 수 있다.
하지만 대부분의 주방에서는 셰프 드 파티가 해당 부서의 유일한 직원이다. 라인 쿡은 종종 자체적인 위계 질서로 나뉘는데, "1등 요리사", "2등 요리사"로 시작하여 식당의 필요에 따라 계속된다.